# Arquebisbat de Mòdena-Nonantola

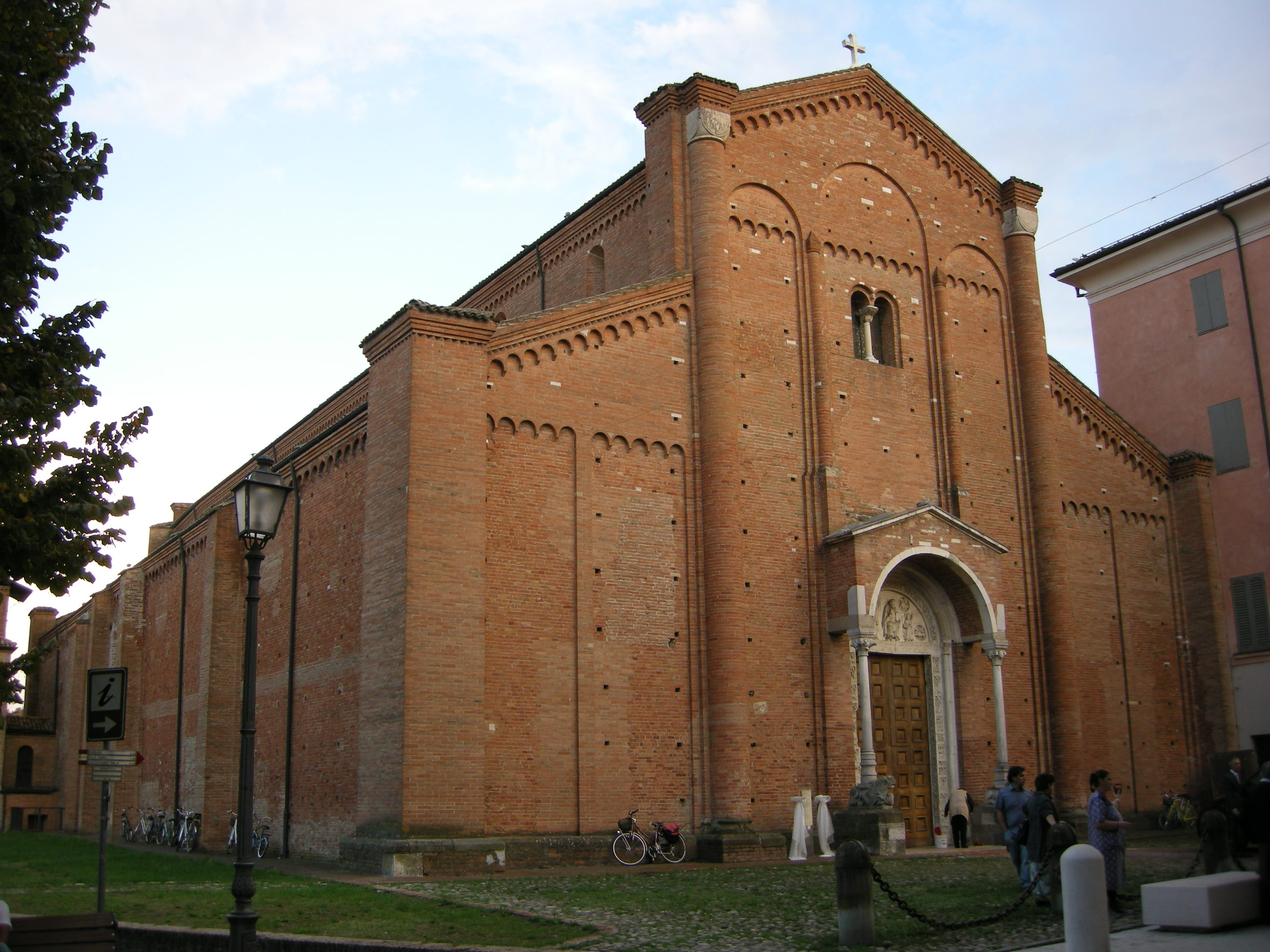
L'abadia de Nonantola, cocatedral de l'arxidiòcesi

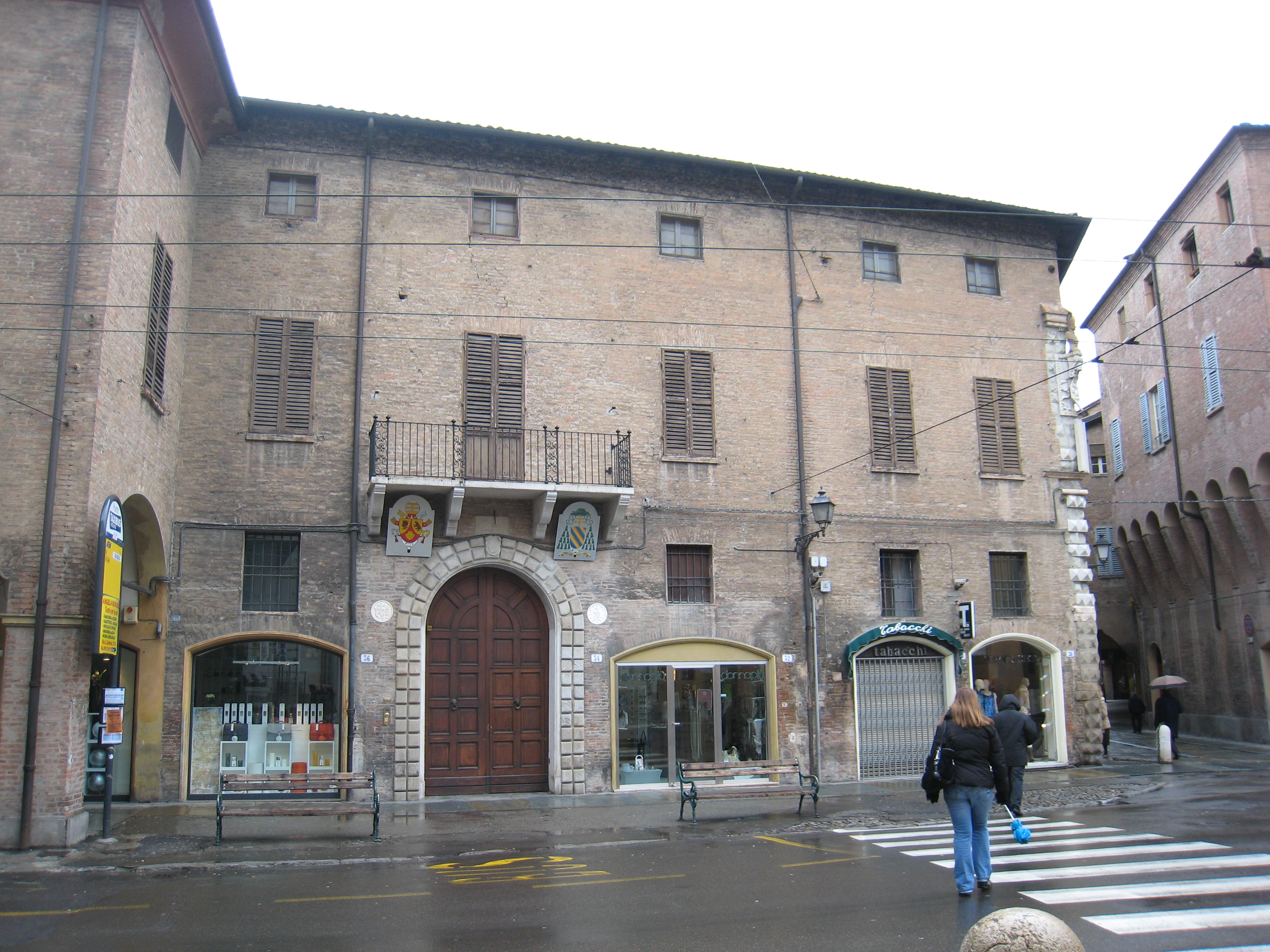
El palau arxiepiscopal

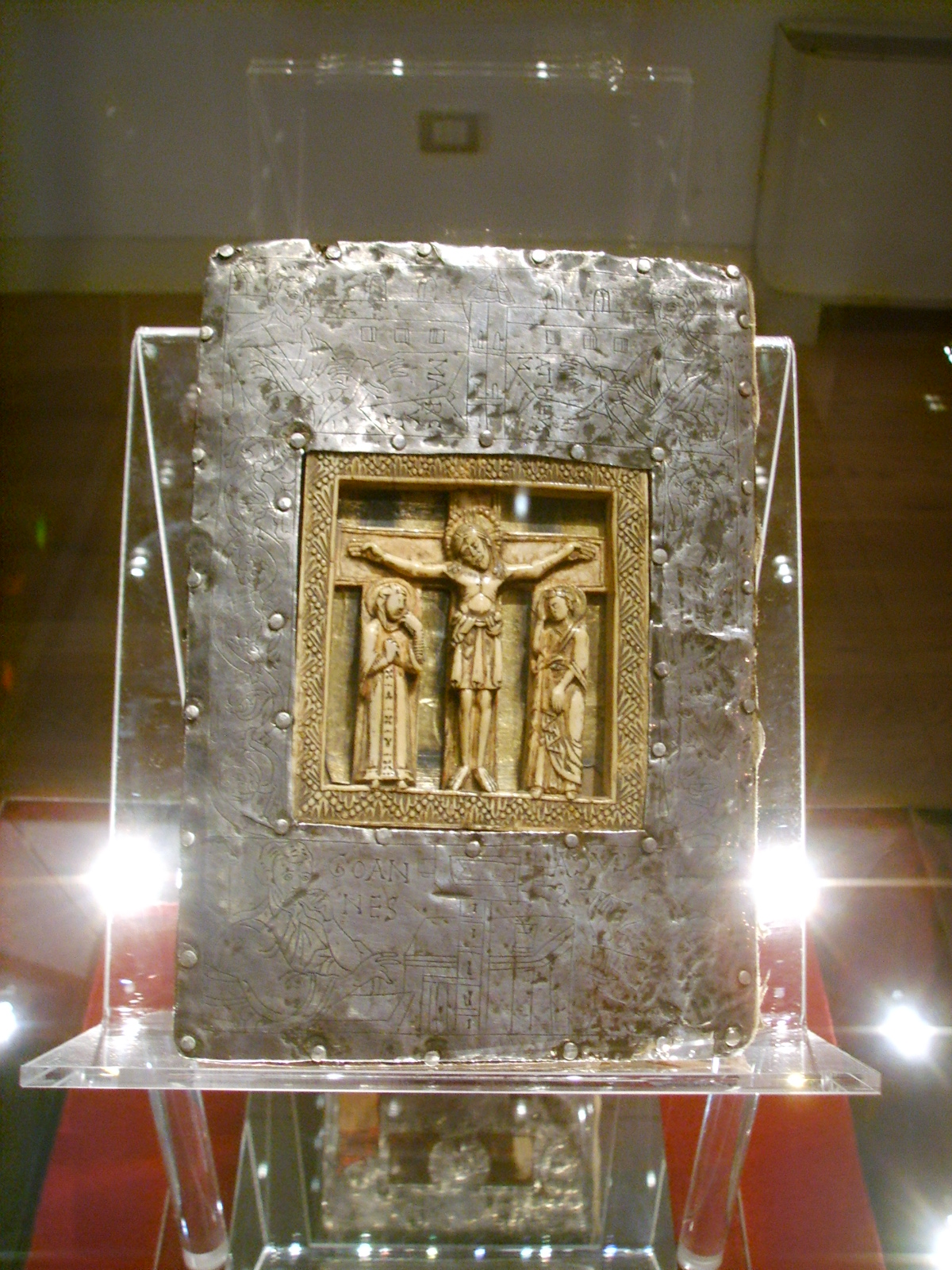
Evangeliari provinent de l'abadia de Nonantola i conservat al Museu del Duomo de Modena, datat al 1106.

L'arquebisbat de Mòdena-Nonantola (italià: arcidiocesi di Modena-Nonantola; llatí: Archidioecesis Mutinensis-Nonantulana) és una seu metropolitana de l'Església catòlica, que pertany a la regió eclesiàstica Emília-Romanya. El 2004 tenia 455.000 batejats d'un total de 462.000 habitants. Actualment està regida per l'arquebisbe-abat Antonio Lanfranchi.

## Territori
L'arxiepiscopat comprèn part de la província de Mòdena.
La seu arxiepiscopal es troba a la ciutat de Mòdena, on es troba la catedral de Santa Maria Assunta. A Nonantola es troba l'abadia, amb la cocatedral dedicada al Papa Silvestre I.
El territori està dividit en 246 parròquies.

## Història

### Seu de Mòdena
El primer esment històric de la diòcesi de Mòdena es remunta al segle iv i està vinculat a la figura de sant Geminià, que va participar en el Sínode de Milà del 390 presidit per sant Ambròs. A partir de la Vita di Geminiano també sabem el nom del seu predecessor i successor a la càtedra de Mòdena: Antonino e Teodoro (Teodolo).
Originalment sufragània de l'arxidiòcesi de Milà, al segle v va esdevenir part de la província eclesiàstica de l'Arxidiòcesi de Ravenna.
El 1099 van començar els treballs de la construcció de la nova catedral. El 1106 les principals instal·lacions estaven preparades i l'església va ser inaugurada en presència del Papa Pasqual II i la comtessa Matilde de Canossa; en aquesta ocasió van ser traslladades solemnement les relíquies de sant Geminià. Els treballs i la decoració interior de la catedral es van completar el 1184, quan l'església va ser consagrada pel Papa Luci III.
El 1148 la pena de Mòdena va ser privada de la seu episcopal pel papa Eugeni III i la diòcesi es va dividir entre les diòcesis veïnes. No obstant això, no és clar si la mesura no es va aplicar; però, va ser de curta durada, car en 1156 Mòdena ja tenia el seu propi bisbe.
El 1276 va haver-hi serioses disputes en l'elecció del bisbe: el capítol es dividí en dues faccions i va triar a dos bisbes, un dels quals va morir i l'altre es va rendir. Mentrestant, la ciutat de Mòdena va ser castigada amb l'excomunió i l'interdetto, fins al 1280, quan el Papa va triar a un nou bisbe.
El ritu romà va ser adoptat a Mòdena durant la primera meitat del segle xv, durant l'episcopat de Carlo Boiardo, per imposició de Papa Eugeni IV.
Durant el segle xvi, Mòdena va ser un dels centres del protestantisme italià, va trobar a un grup de devots apassionats encapçalats per l'escriptor Lodovico Castelvetro. El Bisbe Giovanni Gerolamo Morone, considerat massa feble contra els heretges, va ser deposat, arrestat i empresonat al castell de Sant'Angelo de Roma, acusat d'estar a favor de l'heretgia protestant. Només després de la mort del Papa Pau IV va ser posat en llibertat, rehabilitat i pogué tornar a la seva seu de Mòdena. Més tard va protagonitzar el Concili de Trento i va fundar el seminari diocesà.
El 22 d'agost de 1855 la diòcesi, que havia estat prèviament sufragània de Ravenna (segles V-xvi) i després de Bolonya, va ser elevada a arxidiòcesi metropolitana amb la butlla Vel ab antiquis del Papa Pius IX. Originalment la província eclesiàstica havia coincidit amb el territori del Ducat de Mòdena i incloïa les diòcesis de Reggio Emilia, Guastalla, Carpi i Massa Carrara. El 1926 Massa Carrara va tornar a l'arxidiòcesi de Pisa. Al desembre de 1976, la província eclesiàstica de Mòdena es va ampliar amb les diòcesis de bisbat de Fidenza, de Piacenza i de Parma.
Entre les figures més prominents del clergat de la diòcesi de Mòdena emergeix el sacerdot i estudiós dels assumptes eclesiàstics Ludovico Antonio Muratori, autor de la monumental col·lecció Rerum Italicarum Scriptores i a qui el Papa Pius XII dedicà un record meravellós en el segon centenari de la seva mort.

### Seu de Nonantola
L'abadia de Nonantola va ser fundada pel llombard Anselmo, germà del rei Aistulf, al segle viii. Amb l'arribada a Nonantola de les restes dels Papes Sant Silvestre i Adrià III, l'abadia augmentà d'importància rebent cada cop més pelegrins, fins al punt que vers l'any 1000 l'abadia acullia 1.000 monjos.
A partir de 1449 es va posar fi a la sèrie d'abats-monjos, i l'abadia va ser confiada als abats comendadors, majoritàriament cardenals. Entre els abats també hi va haver Giuliano della Rovere, més tard elegit Papa Juli II, i Sant Carles Borromeo.
El gener de 1514 els monjos benedictins van abandonar el monestir, que va ser confiat als cistercencs. Les condicions pactades va ser que els monjos tenien el deure d'elegir el seu prior i administrar la possessió de l'església i del monestir, mentre que el palau de l'abat passava a ser propietat de l'abat-comendador.
El 1567, el cardenal Borromeo va fundar el seminari, dotant-lo personalment de 6.000 escuts va i escriure la seva regla; també instituí l'obligació de la visita pastoral del territori dependent de l'abadia. A petició del cardenal mateix es va fer el primer sínode diocesà a la catedral de Nonantola el 4 de desembre de 1565.
Pel sínode celebrat per l'abat-comanador Jacopo de Angelis el 1688 es mostra que el territori depenent de l'abadia era molt gran. Es va incloure a més de 300 esglésies disperses, no només en el seu propi territori de Nonantola, en moltes diòcesis italianes (incloses Parma, Piacenza, Cremona, Pavia, Màntua, Verona, Vicenza, Treviso, Bologna, Pistoia, Florència, Perusa i Assís) incloent una església a Constantinoble, sense incloure la terra i castells a Ravenna, prop de Milà, Piemont i al Llac de Garda, on l'abat exercia la jurisdicció temporal, així com altres drets, com ara els molins i els drets de pesca i la navegació en el Panaro.
El 1783 els cistercencs també va deixar l'abadia. Francesco Maria d'Este, bisbe de Reggio Emilia i abat comanador, a continuació, va establir a la catedral un capítol de canonges en substitució del del monestir. Per a la cura del bisbe mateix es va ampliar el seminari per allotjar gairebé 80 seminaristes.
Amb la invasió francesa de 1797 va començar la crisi de l'abadia i de la diòcesi, que va ser desposseïda de tots els seus béns. En el concordat italià entre el govern francès i el Papa Pius VII de 1803 l'abadia territorial va ser suprimida i el seu territori es va unir a Mòdena. No obstant això, Francesco Maria d'Este va continuar governant la seu nonantolana com a administrador apostòlic.
Després de la tempesta el francès, el duc de Mòdena, Francesc IV va demanar i va obtenir la restauració de l'abadia territorial, decisió presa per Pius VII el 15 de desembre de 1820; l'abadia nullius, territorialment reduïda només a Nonantola, va ser confiada als bisbes pro tempore de Mòdena.

### Seus unides
El 23 d'octubre de 1902 l'abadia nullius de Nonantola va convertir en sufragània de l'arxidiòcesi de Mòdena, al qual es van unir l'1 de maig de 1906 mitjançant el decret Ex decreto de la Sagrada Congregació Consistorial.
El 30 de setembre de 1986, de conformitat amb el decret Instantibus votis de la Congregació per als Bisbes, es va establir la plena unió de les dues seus i el nou districte eclesiàstic va prendre el seu nom actual.

## Cronologia episcopal

### Abats de Nonantola
- Sant Anselm † (752 - 3 de març de 803 mort)
- Pietro † (804 - 824)
- Ausfrido † (825 - 837)
- Ratperto † (838 - 839)
- Ratichildo † (839 - 842)
- Giselprando † (842 - 851)
- Linetefredo † (851 - 855)
- Leone I † (855 - 856)
- Pietro II † (856 - 865)
- Vanefrido † (865 - 869)
- Regimbaldo † (869 - 870)
- Teodorico † (870 - 887)
- Landefrido † (890 - 895)
- Leopardo † (895 - 907)
- Pietro III † (907 - 913)
- Gregorio Beato † (913 - 929)
- Ingelberto † (929 - 941)
- Gerlone † (941 - 947)
- Gottifredo † (947 - 958 vers)
- Guido[2] † (959 - 969)
- Umberto[3] † (969 - 974)
- Giovanni I † (982 - 995)
- Leone II † (996 - 998)
- Giovanni II † (998 - 1000)
- Leone III † (1000 - 1002)
- Rodolfo I † (1002 - 1032)
- Rodolfo II † (1035 - 1053)
- Gottescalco † (1053 - 1059)
- Landolfo I † (1060 - 1072)
- Damiano † (1086 - 1112)
- Giovanni III † (1112 - 1128)
- Ildebrando † (1129 - 1140)
- Andrea † (1140 - 1144)
- Alberto I † (1144 - 1154)
- Alberto II † (1154 - 1178)
- Bonifacio † (1179 - 1201)
- Raimondo † (1201 - 1250)
- Cirsacco † (1250 - 1255)
- Buonaccorso † (1255 - 1262)
- Landolfo II † (1263 - 1275)
- Guido † (1286 - 1309)
- Nicolò Baratti † (1309 - 1329)
- Bernardo † (1330 - 1334)
- Guglielmo † (1337 - 1347)
- Federico † (1347 - 1348)
- Diodato † (1348 - 1356)
- Lodovico † (1357 - 1361)
- Ademaro † (1363 - 1369)
- Tommaso de' Marzapesci † (1369 - 1385)
- Nicolò d'Assisi † (1386 - 1398)
- Batista Gozzadini † (1398 - 1400)
- Delfino Gozzadini † (1400 - 1405)
- Giangaleazzo Pepoli † (1407 - 1449 mort)
- Gurone d'Este † (1449 - 1484 mort)
- Giuliano della Rovere † (1484 - 1 de novembre de 1503 elegit papa amb el nom de Juli II)
- Giuliano Cesarini † (1505 - 1 de maig de 1510 mort)
- Gianmatteo Sertorio † (1510 - 1516 dimití)
- Giangiacomo Sertorio † (1516 - 1527 mort)
- Gianmatteo Sertorio † (1527 - 1531 dimití) (per segon cop)
- Antonio Maria Sertorio † (1531 - 1550 dimití)
- Giulio Sertorio † (1550 - 1560 mort)
- San Carles Borromeo † (1560 - 1566 dimití)
- Gianfrancesco Bonomi † (1567 - 17 d'octubre de 1572 nomenat bisbe de Vercelli)
- Guido Ferreri † (1573 - 1582 dimití)
- Filippo Guastavillani † (1582 - 17 d'agost de 1587 mort)
- Girolamo Mattei † (1587 - 8 desembre de 1603 mort)
- Alessandro Mattei † (desembre de 1603 - 1621 dimití)
- Ludovico Ludovisi † (1621 - 18 de novembre de 1632 mort)
- Antonio Barberini † (1632 - 3 d'agost de 1671 mort)
- Jacopo Rospigliosi † (1671 - 2 de febrer de 1684 mort)
  - Sede vacante (1684-1687)
- Jacopo De Angelis † (1687 - 15 de setembre de 1695 mort)
- Sebastiano Antonio Tanara † (1695 - 5 de maig de 1724 mort)
- Alessandro Albani † (1724 - 11 desembre de 1779 mort)
- Francesco Maria d'Este † (1780 - 17 de maig de 1821 mort)
  - Seu donada in commenda als bisbes de Mòdena (1821-1906)
  - Seu unida in perpetuo a l'arxidiòcesi de Mòdena (1906-1986)

### Bisbes i Arquebisbes de Mòdena
- Cleto †
- Dionisio †[4]
- Antonino † (mencionat el 343 ?)
- San Geminià I † (segona meitat del segle iv)[5]
- Teodoro o Teodolo † (vers 395/396 - inicis de 423)
- Geminiano II? † (mencionat el 458)[6]
- Gregorio † (482 - ?)
- Bassiano (Basso, Cassiano) † (inicis de 501 - finals de 503)
- Pietro † (mencionat el 680)
- Giovanni I † (mencionat el 744)
- Lupicino o Lopicino † (mencionat el 749)
- Geminiano † (mencionat el 782)
- Gisio † (inicis de 796 - finals de novembre de 811)
- Martino o Marino † (vers 812)[7]
- Deodato (Deusdedit) † (inicis de d'agost de 813 - finals de 828)
- Giona † (inicis de 840 - finals de l'856)
- Ernido † (inicis de 861 - finals de setembre de 863)
- Walperto † (inicis de novembre de 865 - finals de setembre de 869)
- Leodoino † (inicis de d'agost de 871 - finals de novembre de 892)
  - Giovanni II † (mencionat el 898) (antibisbe)
- Gamenolfo † (30 de setembre de 898 - ?)
- Gotifredo † (inicis de d'agost de 902 - finals de setembre de 933)
- Ardingo † (? - 943 mort)
- Guido † (vers 944 - 968)
- Ildebrando † (969 - finals de maig de 993)
- Giovanni † (inicis de juny de 994 - finals de febrer de 1001)
- Varino † (inicis de d'abril de 1003 - finals de d'octubre de 1020)
- Ingone † (vers 1023 - finals de març de 1038)
- Uberto (Guiberto, Viberto) † (inicis de febrer de 1039 - finals de maig de 1054)
- Eriberto (Umberto, Erberto, Ariberto) † (vers 1054 - 1085 deposat)
- Benedetto † (inicis de març de 1086 - finals de maig de 1096)
- Egidio † (1097 - finals de juny de 1099)
- Dodone † (1100 - vers 1136 mort)
- Ribaldo † (1136 - 1148)
  - Ildebrando Grassi, Can.Reg. † (1148 - 1156 dimití) (administrador apostòlic)
- Enrico † (1156 - vers 1173 mort)
- Ugo † (1174 - 1179)
- Ardizio † (1179 - 3 desembre de 1194 mort)
- Egidio Garzoni † (1194 - 1207 nomenat arquebisbe de Ravenna)
- Martino † (1207 - 18 de setembre de 1221 mort)
- Guglielmo di Savoia, O.Cart. † (de maig de 1222 - 21 de setembre de 1233 dimití)
- Alberto Boschetti † (3 d'abril de 1234 - 29 de febrer de 1264 mort)
- Matteo de' Pii † (1264 - 7 de novembre de 1276 mort)
  - Sede vacante
- Ardizio Conti † (23 desembre de 1281 - 1287 mort)
- Filippo Boschetti, O.F.M. † (1287 - 1290 mort)
- Jacopo † (1290 - 26 de maig de 1311 mort)
- Bonadamo Boschetti † (3 de juny de 1311 - 24 de gener de 1313 mort)
- Bonincontro da Fiorano † (4 de febrer de 1313 - 19 de gener de 1318 mort)
- Guido de Guisis † (1 de març de 1318 - 16 de setembre de 1334 nomenat bisbe de Concòrdia)
  - Rolando (Orlando) † (1329 - 1330 deposat) (cismàtic)
- Bonifazio † (10 de maig de 1336 - 6 de novembre de 1340 nomenat bisbe de Como)
- Alamanno Donati, O.F.M. † (18 de juliol de 1342 - 4 de juny de 1352 mort)
- Beat Aldobrandino d'Este † (18 de gener de 1353 - 1380 mort)
- Guido de Baisio † (10 d'octubre de 1380 - 1382 o 1383 nomenat bisbe de Ferrara)
- Dionisio Restani, O.S.A. † (1383 - 1400 mort)
- Pietro Boiardo † (1400 - 24 de gener de 1401 nomenat arquebisbe de Ferrara)
- Nicolò Boiardo † (24 de gener de 1401 - 1414 mort)
- Carlo Boiardo † (30 d'abril de 1414 - 1436 dimití)
- Scipione Manenti † (17 d'octubre de 1436 - 1444 mort)
- Jacopo Antonio della Torre † (19 d'octubre de 1444 - 24 de setembre de 1463 nomenat bisbe de Parma)
- Delfino della Pergola † (24 de setembre de 1463 - 1465 mort)
- Nicolò Sandonnini † (7 de juny de 1465 - 15 de novembre de 1479 nomenat bisbe de Lucca)
- Gian Andrea Bocciazzi † (15 de novembre de 1479 - 1495 mort)
- Giambattista Ferrari † (11 de setembre de 1495 - 27 de juliol de 1502 mort)
- Francesco Ferrari † (20 de juliol de 1502 - 1507 mort)
  - Ippolito d'Este † (1507 - 3 de setembre de 1520 mort) (administrador apostòlic)
- Ercole Rangoni † (12 de setembre de 1520 - 25 d'agost de 1527 mort)
- Pirro Gonzaga † (5 de setembre de 1527 - 28 de gener de 1529 mort)
- Giovanni Gerolamo Morone † (7 d'abril de 1529 - 23 de maig de 1550 dimití)
- Egidio Foscherari, O.P. † (23 de maig de 1550 - 23 de febrer de 1564 mort)
- Giovanni Gerolamo Morone † (23 de febrer de 1564 - 16 de novembre de 1571 dimití) (per segon cop)
- Sisto Vicedomini, O.P. † (16 de novembre de 1571 - 27 de setembre de 1590 mort)
- Giulio Canani † (8 de febrer de 1591 - 27 de novembre de 1592 mort)
- Gaspare Silingardi † (19 de febrer de 1593 - 13 de juliol de 1607 mort)
- Lazaro Pellizzari, O.P. † (1 d'octubre de 1607 - 1610 mort)
- Pellegrino Bertacchi † (22 de març de 1610 - 22 d'agost de 1627 mort)
- Alessandro Rangoni † (28 de febrer de 1628 - d'abril de 1640 mort)
- Opizzone d'Este † (19 de novembre de 1640 - d'agost de 1644 mort)
- Roberto Fontana † (12 de juny de 1645 - 16 d'agost de 1654 mort)
- Ettore Molza † (2 d'agost de 1655 - 2 de maig de 1679 mort)
- Carlo Molza † (27 de novembre de 1679 - 24 desembre de 1690 mort)
- Ludovico Masdoni † (12 de novembre de 1691 - juny de 1716 mort)
- Stefano Fogliani † (12 d'abril de 1717 - 26 de juny de 1742 mort)
- Ettore Molza, Sch.P. † (20 de maig de 1743 - 1 de gener de 1745 mort)
- Giuliano Sabbatini † (8 de març de 1745 - 3 de juny de 1757 mort)
- Giuseppe Maria Fogliano † (19 desembre de 1757 - 18 d'octubre de 1785 mort)
- Tiburzio Cortese † (3 d'abril de 1786 - 30 desembre de 1823 mort)
- Giuseppe Emilio Sommariva † (12 de juliol de 1824 - 7 de març de 1829 mort)
- Adeodato Caleffi, O.S.B. † (5 de juliol de 1830 - 5 d'agost de 1837 mort)
- Luigi Reggianini † (12 de febrer de 1838 - 9 de gener de 1847 mort)
- Luigi Ferrari † (3 de juliol de 1848 - 19 d'abril de 1851 mort)
- Francesco Emilio Cugini † (18 de març de 1852 - 22 de gener de 1872 mort)
- Giuseppe Maria Guidelli dei conti Guidi † (6 de maig de 1872 - 24 de maig de 1889 dimití)
- Carlo Maria Borgognini † (24 de maig de 1889 - 20 d'agost de 1900 mort)
- Natale Bruni † (17 desembre de 1900 - 14 d'abril de 1926 mort)
- Giuseppe Antonio Ferdinando Bussolari, O.F.M.Cap. † (7 de maig de 1926 - 12 desembre de 1939 mort)
- Cesare Boccoleri † (28 de març de 1940 - 31 d'octubre de 1956 mort)
- Giuseppe Amici † (23 desembre de 1956 - 7 de febrer de 1976 jubilat)
- Bruno Foresti (2 d'abril de 1976 - 7 d'abril de 1983 nomenat arquebisbe, a títol personal, de Brescia)
- Bartolomeo Santo Quadri † (31 de maig de 1983 - 30 de setembre de 1986 nomenat arquebisbe de Mòdena-Nonantola)

### Arquebisbes de Mòdena-Nonantola
- Bartolomeo Santo Quadri † (30 de setembre de 1986 - 12 d'abril de 1996 jubilat)
- Benito Cocchi (12 d'abril de 1996 - 27 de gener de 2010 jubilat)
- Antonio Lanfranchi, des del 27 de gener de 2010

## Estadístiques
A finals del 2004, la diòcesi tenia 455.000 batejats sobre una població de 462.000 persones, equivalent al 98,5% del total.
| any  | població | població | població | sacerdots | sacerdots       | sacerdots       | sacerdots             | diaques | religiosos | religiosos | parroquies |
| ---- | -------- | -------- | -------- | --------- | --------------- | --------------- | --------------------- | ------- | ---------- | ---------- | ---------- |
| any  | batejats | total    | %        | total     | clergat secular | clergat regular | batejats por sacerdot | diaques | homes      | dones      |            |
| 1950 | 383.519  | 383.769  | 99,9     | 438       | 352             | 86              | 875                   |         | 105        | 935        | 225        |
| 1970 | 404.500  | 405.000  | 99,9     | 419       | 320             | 99              | 965                   |         | 132        | 700        | 238        |
| 1980 | 405.000  | 420.000  | 96,4     | 384       | 271             | 113             | 1.054                 |         | 131        | 770        | 244        |
| 1990 | 420.000  | 430.000  | 97,7     | 333       | 245             | 88              | 1.261                 | 16      | 100        | 610        | 246        |
| 1999 | 443.200  | 444.500  | 99,7     | 301       | 220             | 81              | 1.472                 | 37      | 94         | 556        | 245        |
| 2000 | 442.500  | 443.800  | 99,7     | 293       | 219             | 74              | 1.510                 | 38      | 87         | 561        | 244        |
| 2001 | 443.520  | 445.000  | 99,7     | 284       | 212             | 72              | 1.561                 | 38      | 87         | 553        | 244        |
| 2002 | 455.000  | 458.000  | 99,3     | 275       | 197             | 78              | 1.654                 | 37      | 91         | 548        | 243        |
| 2003 | 446.300  | 448.500  | 99,5     | 262       | 189             | 73              | 1.703                 | 39      | 82         | 538        | 243        |
| 2004 | 455.000  | 462.000  | 98,5     | 260       | 184             | 76              | 1.750                 | 42      | 85         | 538        | 246        |

### Per la seu de Mòdena
- Cronologia dels bisbes de Mòdena Arxivat 2013-06-22 a Wayback Machine. de Bernardino Ricci (publicada a Bollettino del clero di Modena dal 1923 al 1927) (italià)
- Francesco Lanzoni, Le diocesi d'Italia dalle origini al principio del secolo VII (an. 604), vol. II, Faenza 1927, pp. 790–793
- Giuseppe Cappelletti, Le Chiese d'Italia dalla loro origine sino ai nostri giorni, Venezia 1859, vol. XV, pp. 193-331
- Pius Bonifacius Gams, Series episcoporum Ecclesiae Catholicae, Leipzig 1931, pp. 757–759 (llatí)
- Konrad Eubel, Hierarchia Catholica Medii Aevi, vol. 1 Arxivat 2019-07-09 a Wayback Machine., p. 353; vol. 2 Arxivat 2018-10-04 a Wayback Machine., pp. 197–198; vol. 3 Arxivat 2019-03-21 a Wayback Machine., p. 252; vol. 4 Arxivat 2018-10-04 a Wayback Machine., p. 250; vol. 5, p. 277; vol. 6, p. 298 (llatí)

### Per la sede di Nonantola
- Esuqema de l'abadia Giga Catholic(anglès)
- Gaetano Montagnani, Storia dell'augusta badia di S. Silvestro di Nonantola, Modena 1838
- Cronologia dels abats de Nonantola Arxivat 2014-11-02 a Wayback Machine.
- Giuseppe Cappelletti, Le Chiese d'Italia dalla loro origine sino ai nostri giorni, Venezia 1859, vol. XV, pp. 332–358